# 西蘭開夏
西蘭開夏（英語：West Lancashire）是英國蘭開夏的一個有自治市地位的非都市區。議會位於奧姆斯柯克，此外還包含斯凱默斯戴爾，這也是西蘭開夏郡的僅有的兩個非教區鎮。
該地區在1974年依據1972年當地政府法案成立，是奧姆斯柯克都會區和斯凱默斯戴爾和霍蘭德（Skelmersdale and Holland合併的結果，此外還包含一部份西蘭開夏郡鄉區和威根鄉區。

## 姊妹城市
西蘭開夏郡與以下城市是姊妹城市：
- 法國 塞尔吉
- 德国 埃爾克拉特

53°33′43″N 2°49′37″W / 53.562°N 2.827°W